# میخائیل باختین
میخائیل میخایلوویچ باختین (انگلیسی: Mikhail Mikhailovich Bakhtin, روسی: Михаи́л Миха́йлович Бахти́н؛ زاده ۱۷ نوامبر ۱۸۹۵- مرگ ۷ مارس ۱۹۷۵)، فیلسوف و متخصّص روسی ادبیات بود که آثار تأثیرگذاری در حوزهٔ نقد و نظریهٔ ادبی و بلاغی نوشته است. آثار او، که به موضوعات متنوعی می‌پردازند، الهام‌بخش گروهی از اندیشمندان؛ از جمله مارکسیست‌های جدید، ساختارگرایان، پسا-ساختارگرایان و نشانه‌شناس‌ها بوده است. اینان، اندیشه‌های باختین را در نظریه‌های خود جا داده و ترکیب کرده‌اند. میخائیل باختین در ۱۸۹۵ متولد شد و در ۱۹۷۵ درگذشت. استالین او را به قزاقستان تبعید کرد و در آن‌جا کتاب‌هایی نوشت که امروزه اهمیت فراوانی برای مطالعات ادبی و به همین ترتیب، تحلیل و نقد رسانه دارند. مجادلات فراوانی در این‌باره وجود دارد که آیا او از نام‌های مستعار مختلف برای بعضی از کتاب‌هایش استفاده کرده یا این‌که کسانی که نامشان روی کتاب‌هاست (پاول مدودف، ولنیتن ولوشینف)، واقعاً آن‌ها را نوشته‌اند. نظر غالب اکنون این است که کتاب‌ها را خود باختین نوشته است. در بیست سال گذشته یا در همین حدود، که کتاب‌های باختین به انگلیسی ترجمه شدند، اهمیت باختین به‌طور گسترده‌تری شناخته شد. از دیدگاه منتقدان، او یکی از مهم‌ترین متفکران قرن بیستم است زیرا اندیشه‌هایش دربارهٔ «کارناوالی شدن» و «ارتباط گفتگویی» بسیار تأثیرگذار بوده است.

## زندگی
میخائیل میخائیلوویچ باختین در سال ۱۸۹۵ در اورل واقع در جنوب مسکو به دنیا آمد و در ویلنیوس و اودسا بزرگ شد. این دو شهر، شهرهای مرزی بین‌المللی بودند که آمیزهٔ ناهمگن غیرمعمولی از زبان‌ها و فرهنگ‌های نامتجانس عرضه می‌کردند. او دروس کلاسیک و فقه‌اللغه را در سنت‌پترزبورگ ـ که بعدها پتروگراد نامیده شد ـ خواند و سپس به دنبال انقلاب ۱۹۱۷ به روستاهای نول و ویتبسک نقل مکان کرد. در آن‌جا با دیگر روشنفکران ـ که حلقهٔ باختین نامیده می‌شدند ـ اجتماعی را تشکیل داد. در میان «حلقهٔ باختین»، ولنتین ولوشینف و پاول مدودف، مشهورتر از دیگران‌اند.
باختین و اعضای حلقه، علایقِ مشترک، به‌ویژه در مورد کانت و فلسفهٔ معاصر آلمان، فیزیک جدید پلانک، اینشتین و بور داشتند. در این دوره، باختین آثاری دربارهٔ اخلاق و زیبایی‌شناسی نوشت، که از آن میان می‌توان به سوی فلسفهٔ کنش اشاره کرد؛ که مدت‌ها پس از مرگش چاپ شد. از ۱۹۲۴ تا ۱۹۲۹، باختین در لنینگراد ـ که پیشتر پتروگراد بود ـ به سر برد. او در این مدت تحت حمایت همسرش النا الکساندرونا بود؛ چراکه به خاطر فعالیت‌های مذهبی‌اش از کار بی‌کار شده بود و در ضمن به بیماری استخوان هم مبتلا بود که به قطع پای راستش در سال ۱۹۳۸ انجامید.
در سال‌های ۱۹۲۰ او مسائل هنر داستایوسکی را نوشت و در ۱۹۲۹ منتشرش کرد. او ممکن است کتاب‌هایی را نوشته باشد که با نام‌های دیگران چاپ شده که شامل کتاب ولوشینف فرویدگرایی: پیش‌نویسی انتقادی و مارکسیسم و فلسفهٔ زبان و نیز، کتاب مشترکش با مدودف روش فرم‌گرا در مطالعهٔ ادبی می‌شود. باختین در ۱۹۲۹ احتمالاً به خاطر فعالیت‌های مذهبی‌اش دستگیر و به قزاقستان تبعید شد و تا ۱۹۳۶ در آن‌جا به سر برد. در همان سال استادی در مؤسسهٔ آموزشی موردویان در سارانسک را پذیرفت. در دههٔ ۱۹۳۰ و اوایل ۱۹۴۰، بعضی از مهم‌ترین مطالعاتش را دربارهٔ رمان (داستان) شامل گفتمان در رمان، اشکال زمان و زمان-مکان در رمان و حماسه و رمان کامل کرد.
او همچنین اثر بزرگش دربارهٔ فرانسوا رابله را تمام کرد و در سال ۱۹۴۱ به‌عنوان رسالهٔ دکتری به مؤسسهٔ ادبیات دنیای گورکی در مسکو تحویل داد، اما پذیرفته نشد و بعدتر به او درجهٔ پایین‌تر کاندیدا را دادند. در ۱۹۳۷ در گریز از پاکسازی بزرگ از سارانسک به ساولوو نقل مکان کرد و بعد از جنگ جهانی دوم بازگشت. گمنامی‌اش در دورهٔ استالین احتمالاً زندگیش را نجات داد. باختین که در دههٔ ۱۹۵۰ در سارانسک استادی موفق بود، در دههٔ ۱۹۶۰ از سوی گروهی از دانش‌آموختگان دانشگاه مسکو که کتابش را دربارهٔ داستایوسکی خوانده بودند، کشف شد. او یادداشت‌هایی تحت عنوان به سوی بازبینی کتاب داستایوسکی در ۱۹۶۱ نوشت. نیز، ویراست دوم مسایل بوطیقای داستایوسکی را در ۱۹۶۳ منتشر کرد و کتابی دربارهٔ رابله به نام رابله و دنیای او در ۱۹۶۵ نوشت. همین‌طور در سال مرگش یعنی ۱۹۷۵ مجموعه‌ای از مهم‌ترین مقاله‌هایش را دربارهٔ رمان با نام تخیل گفتگویی منتشر کرد. در بیست‌وپنج سال آخر زندگی‌اش، چند مقاله نوشت که بعدها با نام ژانرهای سخن و دیگر مقالات اخیر چاپ شد. در غرب، در دههٔ ۱۹۸۰، آثارش در بین خوانندگان و محققان مطرح و پراکنده شد و در دههٔ ۱۹۹۰ در روسیه مورد بازنگری قرار گرفت و بحث‌های فراوانی را برانگیخت.

## مفاهیم کلیدی

### طرح ساختاری روانِ انسانی (من-برای-خودم من-برای-دیگری، دیگری-برای-من)
در به سوی فلسفهٔ کنش، باختین طرحی ساختاری از روان انسانی ارائه می‌دهد که از سه مؤلفه تشکیل شده است: «من-برای-خودم»، «من-برای-دیگری» و «دیگری-برای-من». من-برای-خودم، منبعی غیرقابل‌اعتماد برای هویتِ شخصی یا تشخّص است. باختین استدلال می‌کند که من-برای-دیگری‌ست که از طریق آن، موجوداتِ انسانی، فهمی از هویت شخصی را پرورش می‌دهند؛ چراکه من-برای-دیگری، به‌مثابهٔ امتزاجی از روشی که دیگران مرا قضاوت می‌کنند، عمل می‌نماید. در مقابل، دیگری-برای-من، توصیف‌گرِ روشی‌ست که از طریقِ آن، دیگران دریافت‌های مرا از خودشان در هویتِ شخصی‌شان جا می‌دهند. هویت، آن‌طور که باختین در اینجا شرح می‌دهد، صرفاً به فرد تعلّق ندارد؛ بلکه مشترک بین همه است.

### کارناوال
وقتی مسایل هنر داستایوسکی می‌خواست به انگلیسی ترجمه و در غرب چاپ شود، باختین فصلی دربارهٔ مفهوم «کارناوال» به کتاب افزود و اثر، با نام کم‌وبیش متفاوت مسایل زیبایی‌شناسی داستایوسکی منتشر شد. در اندیشهٔ باختین، کارناوال مفهومی‌ست که در آن صداهای متمایزِ فردی [ن.ک. به چندآوایی در همین مدخل] شنیده می‌شوند؛ نشو و نما پیدا می‌کنند و با همدیگر به‌کنش متقابل می‌پردازند. کارناوال، روش باختین برای شرح سبکِ چندآوایی داستایوسکی بود: هر شخصیّت داستانی منفرد، قویّاً تعریف شده و هم‌زمان، خواننده شاهد تأثیرِ انتقادی هر شخصیّت بر شخصیّت دیگر است. به این معنا که هر کس، صداهای دیگران را می‌شنود و هر فرد، به‌گونه‌ای اجتناب‌ناپذیر، شخصیّت دیگری را شکل می‌دهد.
در نظرگاهِ باختین، کارناوال وابسته به جمع است. چراکه، آن‌هایی که در کارناوال شرکت می‌کنند، صرفاً یک انبوهه یا ازدحام را شکل نمی‌دهند. بلکه، مردم به مثابهٔ یک کل دیده می‌شوند. این کل، به گونه‌ای تشکّل یافته تا سازمانِ اقتصادی-اجتماعی و سیاسی را به مبارزه بطلبد. مطابق نظرگاهِ باختین، «همه در مدّت زمانِ برپایی کارناوال، برابرند. اینجا، در میدانِ شهر، گونهٔ ویژه‌ای از ارتباط آزاد و خودمانی بین کسانی حکم‌فرماست که معمولاً با محدودیّت‌های کاست، دارایی، حرفه و سن [به گروه‌های مختلف] تقسیم شده‌اند.» در زمانِ کارناوال، مفهوم یگانهٔ زمان و فضا، باعث می‌شود افراد حس کنند که بخشی از جمع هستند و در این نقطه، فرد خود بودن را متوقّف می‌کند. اینجاست که از طریق لباسِ سنّتی و نقاب، فرد بدن‌ها را مبادله می‌کند و نو می‌شود. در همان زمان، آگاهی شدید یگانگی و اتّحاد شهوانی، مادّی و بدنی فرد رخ می‌دهد. [ن.ک. به گروتسک در همین مدخل]
بر اساس تعریف باختین، کارناوال‌گرایی (Carnivalesque) به بروز ویژگی‌ها و کارکردهای کارناوال در ادبیات اشاره دارد. این ویژگی‌ها عبارتند از: شوخی، تنوع، بازی، توجه به بدن و امور جسمانی، به رسمیت نشناختن حقانیت و جایگاهِ سلسله مراتبی صاحب‌منصبان سیاسی، دینی، فرهنگی، اقتصادی و امثال آن و سرپیچی از هنجارهای فرهنگ رسمی. آثار کارناوالی می‌توانند مانند کارناوال‌ها فضای مناسبی برای گفتگویِ واقعی بین نظام‌های ارزشی گوناگون باشند.

### کرونوتوپ یا زمان-مکان
مقالهٔ اشکالِ زمان و زمان-مکان در رمان [یا داستان] مفهومِ باختینی «کرونوتوپ» را مطرح می‌نماید. این مقاله، مفهوم را در جهتِ نشان‌دادنِ افزون‌ترِ کیفیّت متمایزِ رمان به‌کار می‌بَرَد. واژهٔ «کرونوتوپ»، از نظر ادبی به معنای «زمان-مکان» است و در این مقاله، باختین آن را به عنوانِ «پیوستگی ذاتی روابطِ زمانی و فضایی که به‌گونه‌ای هنری در ادبیات بیان می‌شوند» تعریف می‌کند. نویسنده باید تمام جهان‌ها را برای رسیدن به هدفِ نوشته‌اش خلق کند و برای این‌کار، مجبور است از مقولاتِ سازمان‌دهندهٔ دنیای واقعی که در آن زندگی می‌کند، استفاده کند. به‌همین دلیل، کرونوتوپ، مفهومی‌ست که واقعیّت را به کار می‌گیرد.
به عبارت دیگر، باختین از مفهوم «کرونوتوپ» برای نشان دادن ماتریس مکانی-زمانی‌ای استفاده می‌کند که بر وضعیّت بنیادین تمام روایت‌ها و دیگر کردارهای زبان‌شناختی حاکم است. متخصّصین باختین‌شناس، سی. امرسون و ام. هولوکاست بیان می‌کنند که کرونوتوپ «واحد تحلیلی برای مطالعهٔ زبان مطابق نسبت و ویژگی‌های مقوله‌های زمانی و مکانی بازنمایی‌شده در زبان است.» کرونوتوپ‌های ویژه، متناسب با گونه‌ها و ژانرهای خاص، یا شیوه‌های نسبتاً پایدار سخن است که خودِ این شیوه‌ها و گونه‌ها، جهان‌بینی‌ها یا ایدئولوژی‌های ویژه‌ای را بازنمایی می‌کنند. تا این حد، کرونوتوپ هم مفهومی شناختی‌ست و هم خصیصهٔ روایی زبان.
در مقایسه با دیگر استفاده‌ها از زمان و مکان در تحلیل‌های زبانی، ویژگی متمایزکنندهٔ تحلیل‌های مبتنی بر کرونوتوپ، از این حقیقت می‌آید که برای باختین، نه زمان و نه مکان ـ هیچ‌کدام ـ بر دیگری برتری و تقدّم ندارند: این‌دو، کاملاً مستقل‌اند و باید همین‌طور هم بررسی شوند.

### گفتگویی
اصطلاحات «گفتگویی» و «گفتگوگرایی» اغلب به مفهومی ارجاع دارد که میخائیل باختین از آن در اثرش در بابِ تئوری ادبی ـ یعنی تخیّل گفتگویی ـ بهره برده است. باختین اثر ادبی گفتگویی را در مقابل اثر تک‌گویانه قرار می‌دهد. اثر گفتگویی، بر پایهٔ گفتگوی پیوسته با آثار ادبی دیگر پیش می‌رود. اثر گفتگویی، تنها پاسخ، تصحیح، سکوت در برابرِ یا گسترشِ اثر قبلی نیست؛ بلکه ارتباط آگاهانه برقرار کردن با اثر قبلی و به همان‌سان پیوسته آگاه شدن از سوی اثر پیشین است. ادبیات گفتگویی، در ارتباط و مراوده با آثار گوناگون و متعدّد است. این موضوع، تنها تأثیرگذاری صرف نیست؛ چرا که گفتگو در هر دو سو ادامه پیدا می‌کند و اثر ادبی پیشین، به اندازهٔ اثر حاضر تغییر می‌یابد و دگرگون می‌شود.
در هر صورت، مفهومِ «گفتگویی» تنها در موردِ ادبیات به‌کار نمی‌رود. در دیدگاهِ باختین، تمام زبان ـ در واقع، همهٔ اندیشه ـ گفتگویی‌ست. این، بدان معناست که هرچیزی، که هر کسی در هر زمانی بگوید، همیشه در پاسخ به چیزی‌ست که پیشتر گفته شده و انتظارِ چیزهایی را می‌کشد که بعدها گفته خواهند شد. به عبارتِ دیگر، ما هرگز در خلاء صحبت نمی‌کنیم. [ن.ک. به مدخلِ رابطه و نسبتِ بین خود و دیگران در همین مدخل] در نتیجه، تمامِ زبان (و اندیشه‌هایی که در زبان موجود است و از طریقِ آن مراوده می‌شود) پویا، نسبی و درگیر در فرایندِ بی‌پایانِ بازتفسیرِ جهان است. [ن.ک. به مدخل خود پایان‌ناپذیر در همین مدخل]
در سال‌های ۱۹۷۰ و ۱۹۸۰، متخصّصانی در فرانسه، ایالاتِ متّحد و انگلستان، اثرِ باختین را دوباره کشف کردند و آن را مطابق با مفهومِ در حالِ پیدایش بینامتنیت یافتند. روان‌شناسانِ اجتماعی اروپایی نیز، اثرِ باختین را برای مطالعهٔ تجربهٔ اجتماعی انسان به‌کار بردند و آن را به‌عنوان جایگزینی پویاتر به «تک‌گویگی» دکارتی ترجیح دادند. این اواخر، بسیاری مفهوم گفتگوگرایی باختین را در ارتباط ویژه با دنیای تعامل آن‌لاین و بَرخط یافتند.

### گروتسک
در تداول عادّی، گروتسک به معنای عجیب و غریب، خیالی، زشت، کریه و بیگانه و برخاسته از هوس است. به این‌ترتیب، عموماً برای توصیفِ صوَر و اشکالِ غیرطبیعی همچون نقاب‌های هالووین یا ناودان‌های کلیساها با شکلِ سر و تن انسان و جانور به‌کار می‌رود.
مفهوم کارناوال در آثار باختین [ن.ک. به کارناوال در همین مدخل]، مرتبط با مفهوم گروتسک است. سهیم‌بودنِ جمعی در کارناوال به همان اندازه که متوجّه یگانگی در زمان است، متوجّهِ غیراخلاقی‌بودنِ تاریخی‌ای‌ست که مرتبط با مرگ و تجدیدِ حیاتِ متناوب آن می‌باشد. مطابق دیدگاه باختین، بدن محتاجِ نوعی ساعت است تا از بی‌زمانی خود آگاه شود. گروتسک، اصطلاحی‌ست که باختین استفاده می‌کند تا اهمیّت تغییراتِ بدنی را از طریقِ خوردن، تخلیه و عملِ جنسی شرح دهد. گروتسک به‌مثابهٔ ابزارِ اندازه‌گیری استفاده می‌شود.

### ناهمگونی زبانی
در زبان‌شناسی، مفهومِ «ناهمگونی زبانی»، وجودِ هم‌زمانِ واریته‌ها و انواعِ متفاوتِ سخن را در یک رمز یا کد یکتای زبان‌شناختی توصیف می‌کند. این مفهوم، ترجمهٔ اصطلاحِ روسی raznorechie (یعنی: متفاوت-بودگی-زبانی) است که باختین در سال ۱۹۳۴ در مقالهٔ Slovo v romane معرّفی‌اش کرد. مقاله در زبان انگلیسی با نام گفتمان در رمان [یا داستان] منتشر شد.
مقالهٔ «گفتمان در رمان» یکی از کامل‌ترین بیان‌های باختین را دربارهٔ فلسفهٔ زبان‌اش طرح می‌کند. اینجاست که باختین، طرحی برای تاریخ گفتمان فراهم می‌کند و مفهوم «ناهمگونی زبانی» را مطرح می‌نماید. اصطلاحِ ناهمگونی زبانی، به ویژگی‌ها و کیفیّت‌هایی از زبان توجّه می‌دهد که فرازبان‌شناختی، ولی مشترک در بین همهٔ زبان‌ها هستند. این ویژگی‌ها، مثلاً شامل چشم‌انداز، ارزیابی و موقع‌یابی ایدئولوژیک می‌شوند. به این ترتیب، بیشتر زبان‌ها ناتوان از بی‌طرفی‌اند؛ چراکه، هر واژه به‌گونه‌ای ناگشودنی محصور در زمینه‌ای‌ست که در آن به سَر می‌برد.

### چندآوایی/چندصدایی
باختین در آثار داستایوسکی، بازنمایی واقعی «چندآوایی» را یافت؛ چندآوایی به معنای وجود چندین صداست. هر شخصیّت در آثار داستایوسکی، بازنمای صدایی‌ست که یک خودِ فردی را ـ جدای از دیگران ـ نمایندگی می‌کند. اندیشهٔ چندآوایی به مفاهیمِ «پایان‌ناپذیری» [ن.ک. به مدخلِ خودِ پایان‌ناپذیر در همین مدخل] و «خود و دیگری» [ن.ک. مدخلِ رابطه و نسبتِ خود و دیگران در همین مدخل] مربوط است؛ چراکه پایان‌ناپذیری افراد است که چندآوایی واقعی را پدیدمی‌آورد. [ن.ک. به کارناوال در همین مدخل]
به عبارت دیگر، حضور همزمان دیدگاه‌ها و صداهای متعدد و متنوع با قدرت و توان یکسان در یک اثر ادبی را چندصدایی می‌نامیم. اگر نویسنده به صداها و دیدگاه‌های مختلف موجود در اثر، مجال و عرصهٔ مساوی دهد که منطق خاص‌شان را ارائه دهند و آن‌ها را با نظر و صدای خود هماهنگ نکند، اثری چندصدا خلق می‌شود.

### رابطه و نسبت بین خود و دیگران
مطابقِ اندیشهٔ باختین هر کس، به‌گونه‌ای اجتناب‌ناپذیر درهم‌پیچیده، تحتِ تأثیرِ دیگران است و در نتیجه نمی‌توان گفت صدایی جدا و منفک از دیگر صداها وجود دارد. باختین یک‌بار در مصاحبه‌ای، موضوع را این‌طور تشریح می‌کند: «در فرایندِ فهمیدن، برای کسی که می‌فهمد بی‌اندازه مهم است که بیرون از ابژه‌های فهم خلّاقش ـ در زمان، فضا، یا فرهنگ ـ قرار بگیرد. از آن‌جاکه افراد نمی‌توانند واقعاً بیرونِ خود را ببینند و به‌عنوان یک کل فهمش کنند و هیچ آینه یا عکسی کمکی نمی‌کند، بیرونِ واقعی ما را تنها دیگران می‌توانند ببینند و بفهمند؛ زیرا آن‌ها در فضا بیرون از ما جای گرفته‌اند؛ زیرا آن‌ها دیگرانند.» به این‌ترتیب، فلسفهٔ باختین، به تأثیر دیگران بر خود بسیار احترام می‌گذارد. این تأثیر، صرفاً برحسبِ این‌که چطور کسی به خود را بازمی‌یابد نیست؛ بلکه همچنین در ارتباط است با این که فرد چطور فکر می‌کند و خودش را صادقانه می‌بیند.

### خود پایان‌ناپذیر
فردِ انسانی نمی‌تواند به پایان برسد؛ کاملاً فهمیده، شناخته یا طبقه‌بندی شود. با این‌که تنها وقتی مردم کاملاً فهمیده شوند، می‌توان آن‌ها را شناخت و با آن‌ها دست به کنش زد، مفهوم باختینی «پایان‌ناپذیری» امکانِ این را که افراد می‌توانند تغییر کنند و هرگز کاملاً فاش و آشکار و در این دنیا شناخته نمی‌شوند، محترم می‌شمارد. این مفهوم، بازتاب ایدهٔ «روح» است. اندیشهٔ باختین، ریشه‌های قوی در اندیشهٔ مسیحیت و مکتب کانتی جدید ـ که هرمان کوهن رهبری‌اش می‌کرد ـ دارد. هر دوی این‌ها ـ مسیحیّت و مکتبِ کانتی جدید ـ بر ظرفیّت، ارزش و روح مخفی بالقوّه بی‌نهایتِ فرد تأکید می‌کردند.

## باختین در ایران
اولین ترجمه‌های موجود از باختین در ایران را محمد جعفر پوینده انجام داده است. به جز ترجمه‌های پوینده، (خصوصاً سودای مکالمه، خنده، آزادی)، آذین حسین‌زاده نیز کتاب زیبایی‌شناسی و نظریهٔ رمان را به فارسی برگردانده است. منطق گفتگویی میخائیل باختین را نیز ـ که کتابی دربارهٔ باختین و نوشتهٔ تزوتان تودوروف است ـ داریوش کریمی به فارسی برگردانده؛ و همچنین کتاب تخیل مکالمه‌ای او به وسیله رؤیا پورآذر نیز ترجمه شده است.
کتاب «مسائل بوطیقای داستایفسکی» از باختین را «نصرالله مرادیانی» ترجمه کرده است که توسط نشر حکمت کلمه منتشر شده است.
تزوتان تودوروف در دهه ۷۰ از کشف کسی سخن می‌گفت که به ظن او بزرگ‌ترین نظریه‌پرداز ادبیات در قرن بیستم به‌شمار می‌آمد؛ میخاییل باختین. منتقدان ادبی از جنبه‌های نظری و سیاسی نظرهای متفاوتی دربارهٔ باختین ابراز کرده‌اند. او را فرمالیست، مارکسیست، اومانیست مسیحی، محافظه‌کار و تندرو وصف کرده‌اند و شاید این صفات متناقض بازتاب شیوه نگرش او به ادبیات بود؛ شیوه‌ای که در نقد ادبی تمرکزگرای قرن بیستم انشقاق به وجود آورد و به همین دلیل است که باختین به سادگی تن به طبقه‌بندی شدن نمی‌دهد.
دربارهٔ زندگی باختین هم حرف‌های پس و پیش زیادی زده شده است؛ ولی بی تردید بخش مهمی از حیات خلاقه و آثار مکتوب باختین مقارن با انقلاب اکتبر و به تبع آن جنگ داخلی (۱۹۲۱–۱۹۱۸) نضج گرفته است. پس از این نیز دوران سرکوب جوزف استالین بوده و آن طور که از اسناد و مدارک برمی آید باختین مورد تأیید حزب کمونیست قرار نگرفته و بیشتر زندگی اش در گمنامی سپری می‌شود، آن هم در شغل دون پایه دفتردار. به همراه همسرش. دلخوشی اش خلاصه در همین بوده که اوقات فراغت کافی داشته تا بتواند به مطالعاتش ادامه بدهد و دیگر اینکه همچون باقی رفقایش از اردوگاه‌های مرگ و کار اجباری سر درنیاورده. با این همه جزئیات زندگی باختین و وقایع‌نگاری دقیق زندگی اش هنوز ممکن نیست. قسمت عمده‌ای از آثار باختین مربوط به روزگار جوانی او در دهه ۲۰ میلادی است هرچند انتشار آن‌ها غالباً در اواخر عمرش صورت می‌گیرد و البته پاره‌ای از مقالات و کارهای نیمه تمام وی پس از مرگش و از طریق روشنفکران روسی ساکن سایر کشورهای اروپایی منتشر می‌شوند.
گذشته از این‌ها مشاجره و جدل بر سر سه کتابی که در دهه ۲۰ میلادی، توسط همکاران باختین به نام‌های والنتین ولوشینوف و پاول مدودوف عرضه شده‌اند، همچنان ادامه دارد و بسیاری معتقدند این آثار متعلق به باختین هستند که به دلیل سانسور و جو سیاسی حاکم به نام اشخاص دیگری به چاپ رسیده‌اند. با این وجود دشواری تفکیک صدای باختین از دیگران بخشی از پروژه فلسفی او مبتنی بر سرشت گفتگومدار زبان نیز محسوب می‌شود. او خود در یادداشت بحث‌برانگیزی که بعدها در کتاب «ژانرهای سخن و مقالات دیگر» منتشر شد، چنین نوشته است؛ «دشواری جستجو برای یافتن سخنان من، دشواری جستجو برای یافتن سخنی است که متعلق به من نیست.»
باختین متولد اورل یکی از شهرهای روسیه است. تحصیلات مقدماتی اش را در ویلینوس و بعدها در اودسا ادامه می‌دهد و در سال ۱۹۱۸ در رشته فیلولوژی از دانشگاه پتروگراد فارغ‌التحصیل می‌شود. در مقام معلم مدرسه در نول یکی از شهرهای غربی روسیه مشغول به کار می‌شود و در فاصله سال‌هایی که جنگ داخلی میان ارتش سرخ و ارتش سفید در تداوم است، حلقه ادبی خود را تشکیل می‌دهد و مفاهیم اساسی اندیشه او در سال‌های بعد در همین دوره فرمول‌بندی می‌شوند. در ۱۹۲۰ باختین به ویتبسک مهاجرت می‌کند و البته همکاران و دوستدارانش او را همراهی می‌کنند. ولوشینوف و مدودوف نیز در بین دیگر اعضای حلقه حضور دارند. در ۱۹۲۴ باختین به پتروگراد که حالا دیگر اسمش به لنینگراد تغییر یافته، بازمی‌گردد.
در ژانویه به اتهام اقدام علیه دولت و ارتکاب به جنایت سقراطی «تحریک جوانان به فساد» دستگیر و محاکمه می‌شود. در زندان بیماری مزمن او پوکی استخوان عود می‌کند و به التهاب مغز قرمز استخوان مبتلا می‌شود. او به ۱۰ سال حبس در اردوگاه‌های کار اجباری محکوم شده بود که با پادرمیانی دوستان این حکم به شش سال تبعید در قزاقستان کاهش می‌یابد. در ۱۹۳۶ دوران محکومیت او به پایان می‌رسد و در انستیتوی پداگوژیکی مورداویا مشغول به تدریس می‌شود که کمی بعد مجبورش می‌کنند استعفا بدهد. به شهری در حومه مسکو مهاجرت می‌کند و وخامت بیماری اش به جایی می‌رسد که به ناچار پای راست او را قطع می‌کنند. پس از جراحی، بیکاری نیز به فهرست شوربختی‌های باختین اضافه می‌شود و او تا پایان عمر در مقام استاد مدعو و به صورت پاره وقت در انستیتو گورکی روزگار می‌گذراند.
در دهه‌های ۳۰ و ۴۰ باختین دو پروژه بزرگ را آغاز می‌کند. نخست به سراغ رابله نویسنده فرانسوی قرن شانزدهم می‌رود و سپس به تألیف کتابی در باب به بلوغ رسیدن قهرمان و تحول شخصیت در رمان‌های قرن ۱۸ و ۱۹ می‌پردازد. شروع جنگ جهانی دوم در کار باختین وقفه ایجاد می‌کند و کمبود کاغذ سیگار باعث آن می‌شود تا او صفحات زیادی از کتابش را به جای کاغذ سیگار قربانی کند. هم اینک به جز بخش‌هایی از کتاب «تطور شخصیت در رمان‌های تکوینی» چیز دیگری بر جای نمانده است. پس از جنگ باختین پروژه رابله را به سرانجام می‌رساند. این کتاب در حکم رساله دکترای او محسوب می‌شود هرچند نویسنده هیچ‌گاه به صرافت انتشار آن نیفتاد و عملاً رابله باختین تا اواسط دهه ۶۰ که دوباره توسط دانشجویان مؤسسه گورکی از نو کشف شد، توجه و تأمل هیچ‌کس را برنینگیختو کتاب در بایگانی دانشگاه خاک می‌خورد. پس از مرگ استالین در سال ۱۹۵۳ شرایط برای فعالیت باختین مساعد بود اما این بار وضعیت جسمی اش وخیم تر شده بود.
علاوه بر درد مزمن استخوان، آمفیزم و عفونت‌های شدید ریه‌ای به سراغش آمده بود. اما در دهه ۷۰ میلادی به ناگهان با شهرتی عالمگیر مواجه شد. تودوروف و کریستوا در معرفی او بسیار کوشیدند. در دهه ۸۰ آوازه او به آمریکا و انگلیس هم رسید.
آثار آغازین باختین عمیقاً بار فلسفی داشته و در حوزه زیبایی‌شناسی کانتی قرار می‌گیرد. «به سوی فلسفه کنش» و «مؤلف و قهرمان در کنش زیبایی شناختی» مهم‌ترین نمونه‌ها از دغدغه‌های باختین در دوران جوانی به حساب می‌آیند. توجه به پدیدارشناسی و طبیعت بیناذهنی زبان که نخستین بار در همین دو مقاله ممتع بروز می‌یابد، تا پایان عمر در کانون اندیشه‌های باختین باقی می‌ماند. در سال ۱۹۲۶، ولوشینوف کتاب «فرویدیسم؛ نقدی مارکسیستی» را منتشر می‌سازد. دو سال بعد مدودوف «روش صوری در پژوهش ادبی» را چاپ می‌کند که گفتیم از منظر بسیاری این دو کتاب متعلق به باختین است که البته همچنان محل شک و بحث‌های زیادی است. «مسائل بوطیقای داستایوفسکی و فلسفه زبان» که در سال ۱۹۲۹ منتشر می‌شود تنها اثری از باختین است که در دوران حیات استالین و با اسم حقیقی او منتشر می‌شود. در دهه ۳۰ باختین سعی می‌کرد از اندیشه‌های استالینیستی حاکم بر جو سیاسی شوروی دور و دورتر شود. منتقدان به شکاف روزافزون میان باختین و دو همکار قدیمی اش مدودوف و ولوشینوف استناد می‌کنند که هر دو به‌طور مشکوکی در تصفیه‌های سیاسی سال‌های بعد ناپدید می‌شوند.
نظریه باختین دربارهٔ رمان متکی بر سه مفهوم کلیدی است. کارناوال، نخستین مفهومی است که او به رمان منتسب می‌کند و برای اولین بار در کتاب «رابله و جهان او» به شرح و توضیح آن می‌پردازد. این کتاب در فاصله ۱۹۳۰ و ۱۹۴۰ میلادی تألیف شده است هر چند زمان انتشار آن سال ۱۹۶۵ است. از منظر باختین رمان به فرهنگ غیررسمی مجال بروز می‌دهد و از این بابت نوعی مقاومت سیاسی در برابر فرهنگ رسمی، سرکوب دولتی و نظم تمامیت‌خواه محسوب می‌شود و مکانیسم‌های چنین مقاومتی عبارت از خنده، نقیضه و گروتسک است. در مقاله «صورت‌های زمان و کرونوتوپ در رمان» باختین دومین مفهوم کلیدی خود کرونوتوپ را مطرح می‌کند.
نسبت زمان و مکان و نقش آن در تداوم ژانرهای ادبی در صورت بندی‌های ویژه یی نظم و نسق می‌یابد که باختین آن‌ها را ذیل تعبیر کرونوتوپ تحلیل می‌کند. سومین خصیصه یی که در نگره باختین خاص رمان تشریح می‌شود گفتگو و تأکید بر وجه مکالمه یی زبان در ژانر رمان است. جدال سخن من و سخن دیگری در بافت تاریخی ژانر رمان قرار دارد و مبتنی بر طبیعت چندصدایی گفتمان است. مکالمه تعبیری بود که باختین به منزله تمهیدی برای نشان دادن گرایش داستایوفسکی به خلق فضاهای چندزبانی بود؛ فضایی که همزمان چندین صدا به گوش می‌رسد، صداهایی که با یکدیگر حرف می‌زنند، پاسخ یکدیگر را می‌دهند و هیچ‌یک بر دیگری تقدم یا تسلط ندارند. باختین گفتمان گفتگومدار رمان را در تعارض با تک گویی گفتمان سنتی تحلیل می‌کند.
باختین منتقد تحلیل‌های انتزاعی و فرمالیستی نحله‌های نظریه ادبی زمانش نیز بود. او همزمان با نظریه فرمالیسم روسی که سردمدار اصلی آن آیخنباوم بود و با فلسفه مارکسیستی زبان که تروتسکی از آن دفاع می‌کرد به مخالفت از بعد روش‌شناسی می‌پرداخت. از طرف دیگر نگرش زبان شناختی به ادبیات را محکوم به شکست می‌دانست. در حلقه یی که داشت به کرات به نزدیکانش توصیه می‌کرد نمی‌توان ادبیات و در راس آن رمان را با زبان‌شناسی سوسوری توجیه کرد. روشی که می‌پسندید سبک‌شناسی جامعه نگر بود. زبان از نظر باختین نظام متحد و منسجمی نیست که از هنجارهای مطلق تبعیت کند و از سوی دیگر مؤلف، یگانه کنشگر زبانی محسوب نمی‌شود. تک گویی، معضل تمامی نظریه‌های ادبی معاصر با باختین بود و از این رو نقد ادبی آن زمان از توضیح پویایی و تحرک رمان و ادبیات جدید عاجز است و عملاً رویکردی واپس نگر را فراروی خود قرار داده است.
زبان و زندگی روزمره در انتزاع و خوانش تک سخن مدام سرکوب می‌شود و رمان صدای مقاومتی است که هر چند ضعیف، اما لایه بندی درونی زبان را آشکار می‌کند. اساس رمان بازی درونی گروه‌های اجتماعی، زبان‌های مربوط به طبقات مختلف اجتماعی، واژگان رایج میان مشاغل و زبان نسل‌ها، جنسیت‌ها، گروه‌های سنی و حاشیه نشینان است. زبان رمان، مستحکم و انتزاعی نیست و با لحظه و مدت در تعامل مستمر است. در رمان از زبان تمرکززدایی می‌شود و این جنبه از چشم فرمالیست‌ها و ساختارگراها دور مانده بود، و شاید به همین دلیل بود که در دهه ۷۰ وقتی آثار باختین در فرانسه و آلمان مطرح شد چنان شوری را برانگیخت که بسیاری را به تعجب واداشت. از دید کریستوا، باختین نظریه‌پردازی بود که پیش از فرمالیسم، به نقد ساختارگرایی دست زده بود.
مبنای اندیشه‌های باختین دربارهٔ رمان حول محور مکالمه می‌گردد. اصل مکالمه در رمان به شکل سبک نوشتار نمود پیدا می‌کند. در هر رمان، کلمه با مرجع کلمه در مکالمه است، در عین حال کلام با گوینده کلام نیز در مکالمه است، کلام با مخاطب نیز مکالمه می‌کند. همین خصیصه است که باختین را به این نتیجه‌گیری سوق داد که رمان، فضایی است که در آن زبان خاصیت کشسانی خود را به عالی‌ترین وجه علنی می‌کند و به همین دلیل، صداهای دیگر سرکوب شده و به حاشیه رانده را در گفتمان رمان نویسانه می‌توان بازیافت. باختین دیالوگ را جوهر رمان می‌دانست و حال آن جوهر شعر، مونولوگ است و تفکر شاعرانه به رغم همه لطافت و حساسیتی که تبلیغ می‌کند، نمود گفتمان‌های تمامیت‌گرا و به وحدت رسیده است. موضوع شعر هیچ وقت در زبان شعر نفوذ نمی‌کند، موضوع همواره در حکم دیگری زبان شاعرانه است.
باختین گذار از سخن تک‌گو به سخن چندآوایی را تاریخی می‌دانست. او میان شعر، نمایش و حماسه وجه مشترکی قائل بود که در سخن تک‌گو خلاصه می‌شود و حال آنکه رمان بر اصل چندصدایی استوار است؛ بنابراین میان این دو قسم سخن، به نوعی گسست تاریخی و معرفت‌شناختی باور داشت. شارحان آثار باختین، او را در زمره نخستین منتقدان نظریه بازنمایی قلمداد کرده‌اند. ادبیات انعکاس زندگی روزمره نیست، بلکه آن را بازتولید می‌کند و در شرایطی، ادبیات شرایط زندگی را در فضایی تخیلی دگرگون می‌کند تا بعدها فضا برای تحولاتی بنیادین‌تر مهیا شود.